# Střehomský mlýn
Střehomský mlýn je roubený vodní mlýn nalézající se ve vesnici Střehom, části města Dolní Bousov v okrese Mladá Boleslav ve Středočeském kraji. Mlýn je chráněn jako kulturní památka, Střehom má od roku 1995 status vesnické památkové zóny. 

## Historie
První zmínka o mlýně pochází z roku 1516. Mlýn koupil v roce 1849 František Opočanský, v roce 1897 ho převzal syn František a v roce 1925 vnuk Josef. Dnes patří Josefově dceři Evě Staňkové a jejímu manželovi. Mlelo se zde až do roku 1952.
Jedná se o jeden z nejznámějších mlýnů v Čechách proslavený natáčením pohádek, např. S čerty nejsou žerty. Ve mlýně je hřídel z roku 2013, kterou vyrobil František Mikyška. Dochovalo se vodní kolo, dříve byla součástí také pila. V březnu 2018 byla část mlýna poničena při požáru.

## Galerie

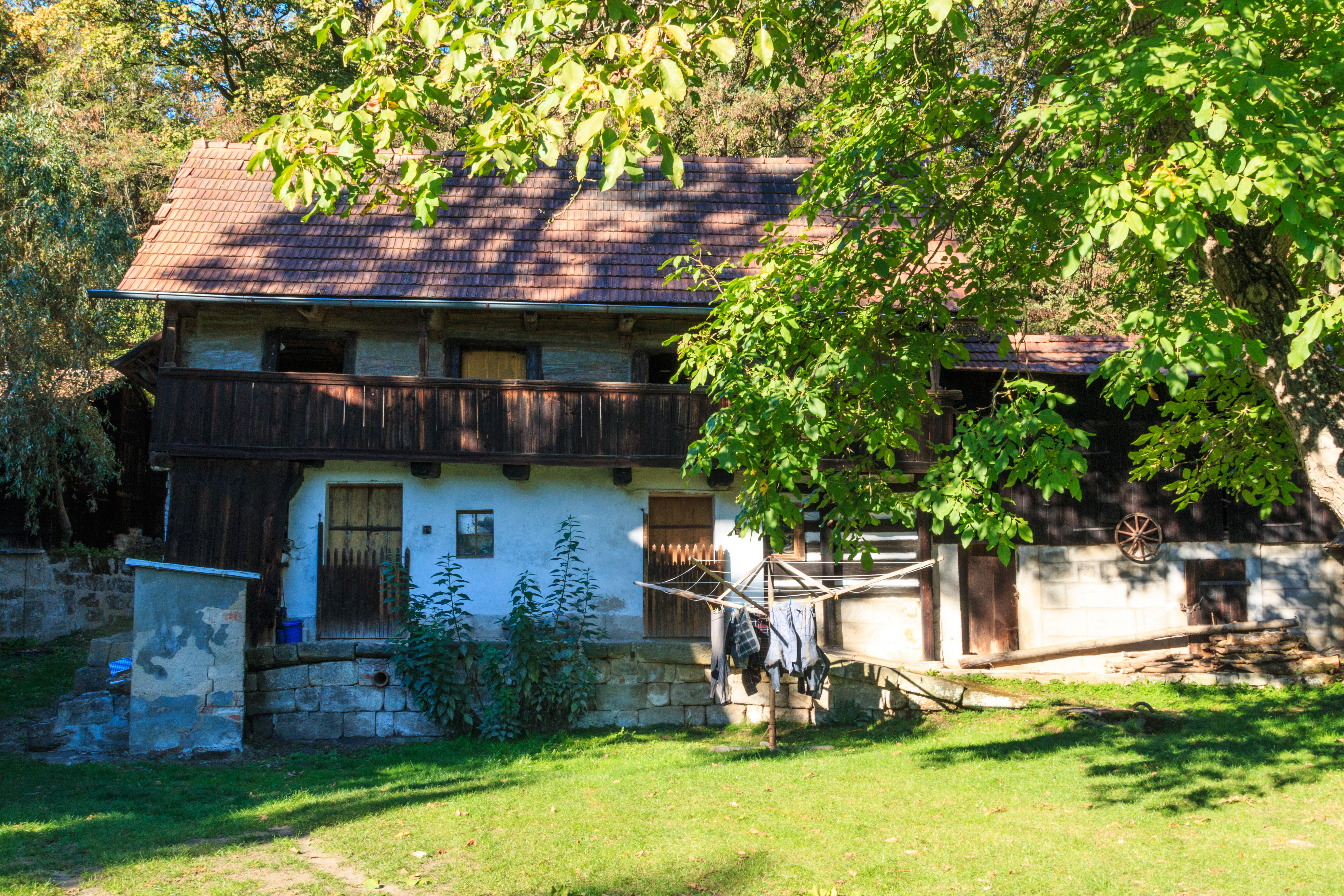
pohled na Střehomský mlýn
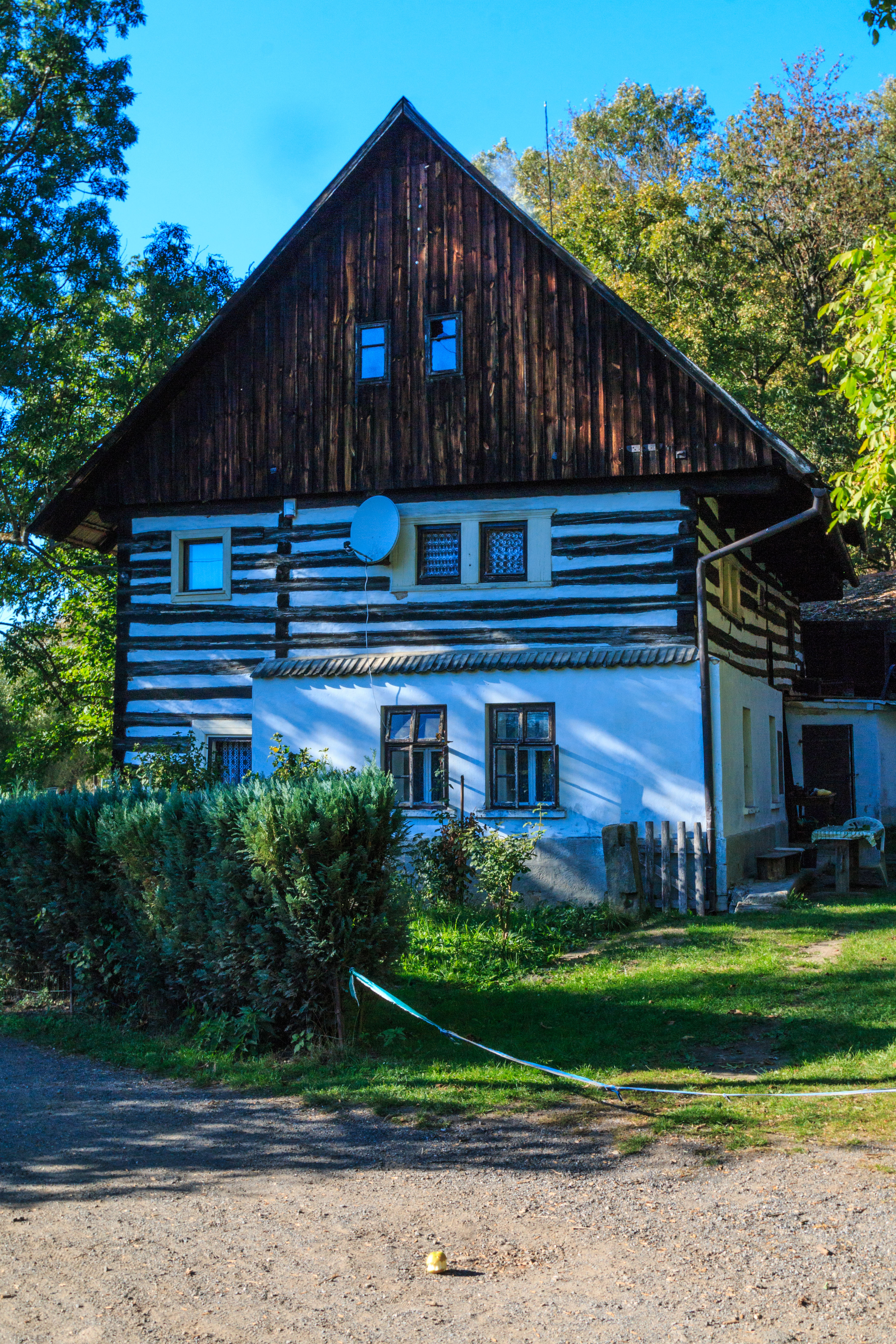
pohled na Střehomský mlýn
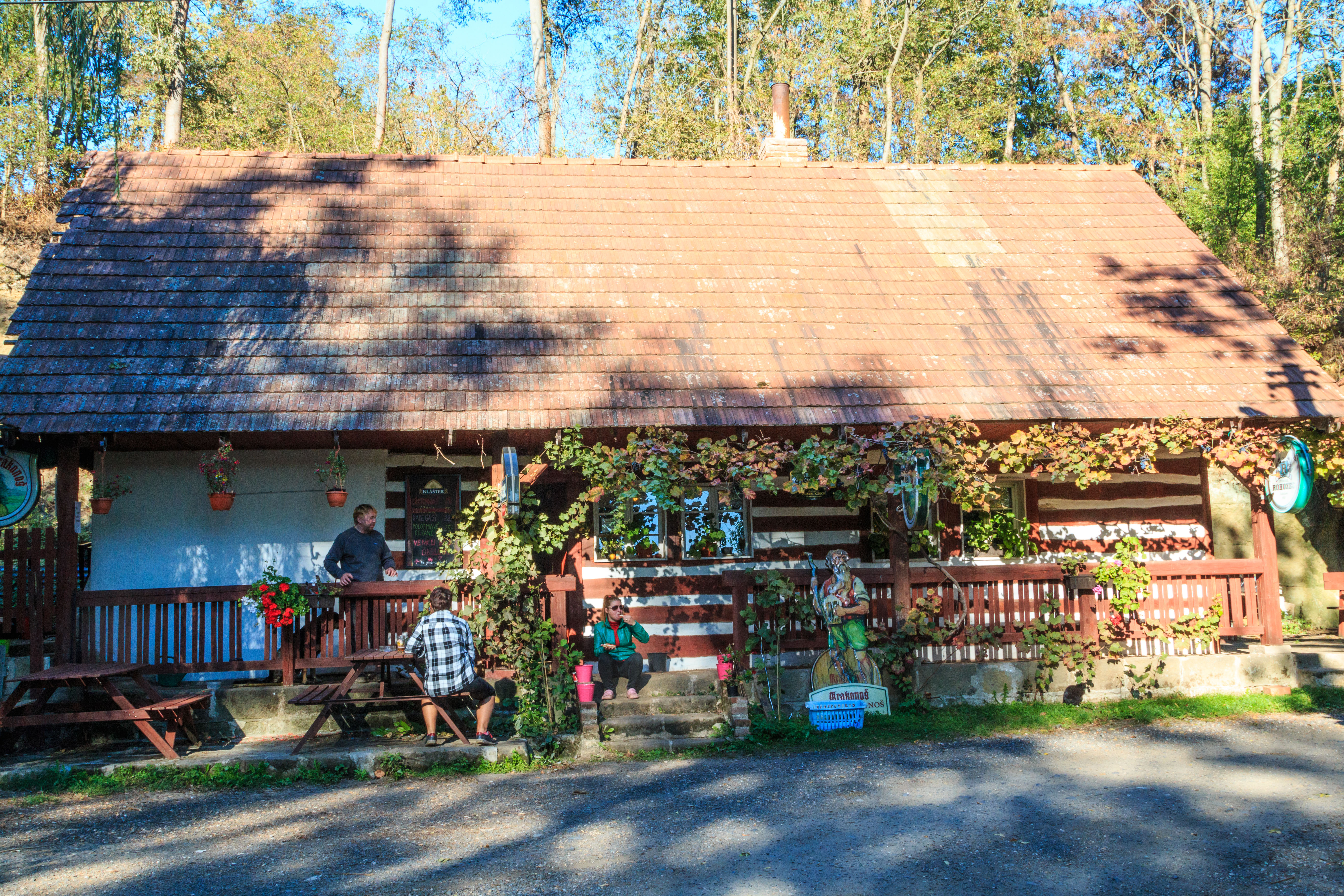
pohled na Střehomský mlýn